# Kroger St. Jude International 2002
Kroger St. Jude International 2002 — тенісний турнір, що проходив на закритих кортах з твердим покриттям Racquet Club of Memphis у Мемфісі (США). Належав до серії International Gold в рамках Туру ATP 2002, а також серії Tier III в рамках Туру WTA 2002. Тривав з 17 до 24 лютого 2002 року.

## Фінальна частина

### Одиночний розряд, чоловіки
Енді Роддік —  Джеймс Блейк 6–4, 3–6, 7–5
- Для Роддіка це був 1-й титул за рік і 5-й - за кар'єру.

### Одиночний розряд, жінки
Ліза Реймонд —  Александра Стівенсон 4–6, 6–3, 7–6(11–9)
- Для Реймонд це був 2-й титул за сезон і 33-й — за кар'єру.

### Парний розряд, чоловіки
Браян Макфі /  Ненад Зімоньїч —  Боб Браян /  Майк Браян 6–3, 3–6, [10–4]
- Для Макфі це був єдиний титул за сезон і 5-й - за кар'єру. Для Зімоньїча це був єдиний титул за сезон і 5-й - за кар'єру.

### Парний розряд, жінки
Ай Суґіяма /  Олена Татаркова —  Мелісса Міддлтон /  Брі Ріппнер 6–4, 2–6, 6–0
- Для Суґіями це був єдиний титул за сезон і 24-й — за кар'єру. Для Татаркової це був єдиний титул за сезон і 2-й - за кар'єру.